# Río Deschutes
El río Deschutes (en inglés: Deschutes River; IPA: /dəʃuts/) es un río del noroeste de los Estados Unidos, uno de los principales afluentes del río Columbia que discurre por la parte central y norte de Oregón. Tiene aproximadamente 406 km de longitud —aunque con una de cabeceras, el sistema Deschutes–Little Deschutes pasa de 470 km—y drena una cuenca de 27 200 km² —similar a países como Burundi (143.º), Haití (144.º) y Ruanda (144.º)—. Tiene una descarga media de 200 m³/s.
El río drena gran parte de la parte oriental de la cordillera de las Cascadas (Cascade Range) en Oregón, recogiendo muchos de los afluentes que descienden de la zona oriental, el flanco más seco de las montañas. Fue siempre una de las principales rutas hacia, y desde, el río Columbia para las tribus nativa y más tarde para los pioneros de la ruta de Oregón. Fluye principalmente a través de regiones escarpadas y áridas y su valle ofrece un corazón cultural del centro de Oregón. Hoy en día, el río provee de riego y es popular en el verano para la práctica de rafting en aguas bravas y de pesca deportiva. 
Administrativamente, el río discurre íntegramente por el estado de Oregón, por los condados de Deschutes, Jefferson, Sherman y Wasco.
El 28 de octubre de 1988 varios tramos del río Deschutes fueron designados como río Nacional Salvaje y Paisajístico.

## Descripción del curso

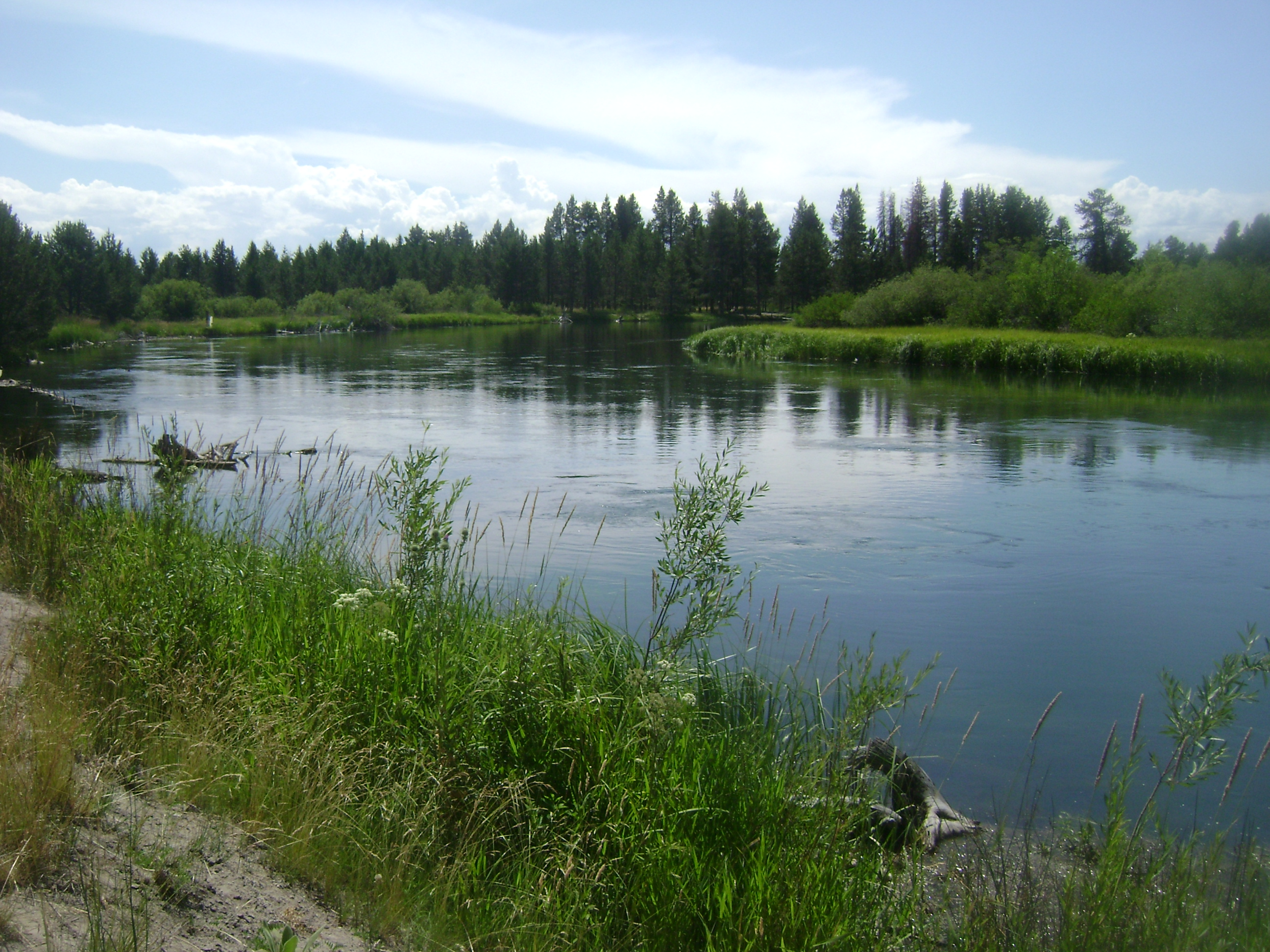
El río Deschutes en Sunriver, Oregon

La cabecera del río Deschutes está en el lago Little Lava («Little Lava Lake»), un pequeño lago de 53 ha localizado en la cordillera de las Cascadas ubicado aproximadamente a unos 42 km al noroeste de la ciudad de La Pine (1653 hab. en 2010), dentro del bosque nacional Deschutes («Deschutes national Forest»), en el homónimo condado de Deschutes. El río fluye primero en dirección sur hasta llegar al embalse de Crane Prairie (de 13,8 km²), y casi seguido, a un segundo embalse, algo mayor, el de Wickiup (de 41,82 km²). A partir de ahí el río cambia de dirección y se encamina al noreste, pasando por la comunidad de Sunriver, donde recibe por la derecha, procedente del sur, las aguas del río Little Deschutes (el pequeño Deschutes, con 156 km). Sigue al norte, saliendo del bosque nacional y llegando a la ciudad de Bend (76 639 hab.), la capital del condado, donde gran parte de sus aguas se desvían para el riego y por ello al salir de la ciudad el río es mucho menor.
Continua el río Deschutes hacia el norte, por el fondo de un barranco muy por debajo de los alrededores, pasando por Tumalo —donde recibe por la izquierda al corto arroyo Tumalo (32,2 km)—, y alcanzando luego la ciudad de Redmond (26 215 hab.). Sigue a continuación a través del desierto central de Oregón, donde el río talla un profundo barranco. En el momento en que llega al lago Billy Chinook, al oeste de Madras (6046 hab.), el río discurre aproximadamente 90 m por debajo de la meseta que le rodea, las llanuras de Little Agency y Agency («Little Agency Plains» y «Agency Plains»). En el lago artificial Billy Chinook (un embalse formado por la presa Round Butte, completada en 1964), el río recibe a los ríos Crooked (por la derecha, con 233 km de longitud) y Metolius (por la izquierda, con 47 km). No hay ninguna escala de peces en la presa Round Butte. Las riberas del embalse forman parte del parque estatal The Cove Palisades («The Cove Palisades State Park»)
Desde la confluencia con el río Metolius, ya en la zona embalsada, el río Deschutes forma durante un largo tramo la frontera natural oriental de la Reserva India de Warm Springs («Warm Springs Indian Reservation»), una reserva de 2640 km² ocupada y gobernada por la Confederación de Tribus de Warm Springs (sahaptin, wasco y paiutes del norte). En este tramo recibe varios afluentes de cierta importancia: por la izquierda al arroyo Seekseequa y por la derecha al arroyo Willow. Llega después la presa y aguas abajo recibe, por la izquierda, al arroyo Shitike (que no lejos acaba de pasar por la ciudad de Warm Springs (2431 hab.). Después, por la derecha, recibe al arroyo Trout y al poco entra en el condado de Wasco por su parte meridional. 
A partir de aquí el río ha sido declarado río salvaje y paisajístico nacional hasta su desembocadura, un tramo de 280,6 km aprobado por el Congreso el 28 de octubre de 1988, de los que 49,9 km son paisajísticos y 230,7 km de recreo.
Todavía sigue un tramo más siendo la frontera de la reserva india, pasando por las pequeñas localidades de South Junction, Axford, Jersey, Kaskela, Whiskey Dick y North Junction. Acaba el tramo de frontera de la reserva y llega a Dixon y después a Dant y a Maupin (418 hab.), donde las riberas del río forman parte del parque estatal White River Falls («White River Falls State Park»). En la mitad del parque, da inicio el tramo final, en el que el río es la frontera entre el condado de Sherman (este) y el de Wasco (oeste). En el tramo final pasa por las pequeñas localidades de Lockit, Kloan y Moody, casi en la desembocadura. El río desemboca en el río Columbia por la izquierda, a unos 8 km al suroeste de Biggs Junction (22 hab.). 
El río fluye hacia el norte, lo que es poco habitual en los Estados Unidos. Otros varios de los afluentes del río Columbia que discurren por el estado de Oregon, incluyendo el río Willamette y el río John Day, también discurren en dirección norte.

### Río Nacional Paisajístico
El 28 de octubre de 1988 varios tramos del río Deschutes fueron designados como río Nacional Salvaje y Paisajístico: primero, el tramo comprendido entre la presa Wikiup y el límite urbano meridional de la ciudad de Bend; un segundo tramo entre las cascadas Odin y la cola superior del embalse de Billy Chinook; un último tramo, el más largo, entre la presa de Pelton Reregulating hasta la confluencia con el río Columbia.
Los tramos tienen la consideración de paisajístico («Scenic») (49,9 km) y recreativo («Recreational») (230,7 km).

## Historia

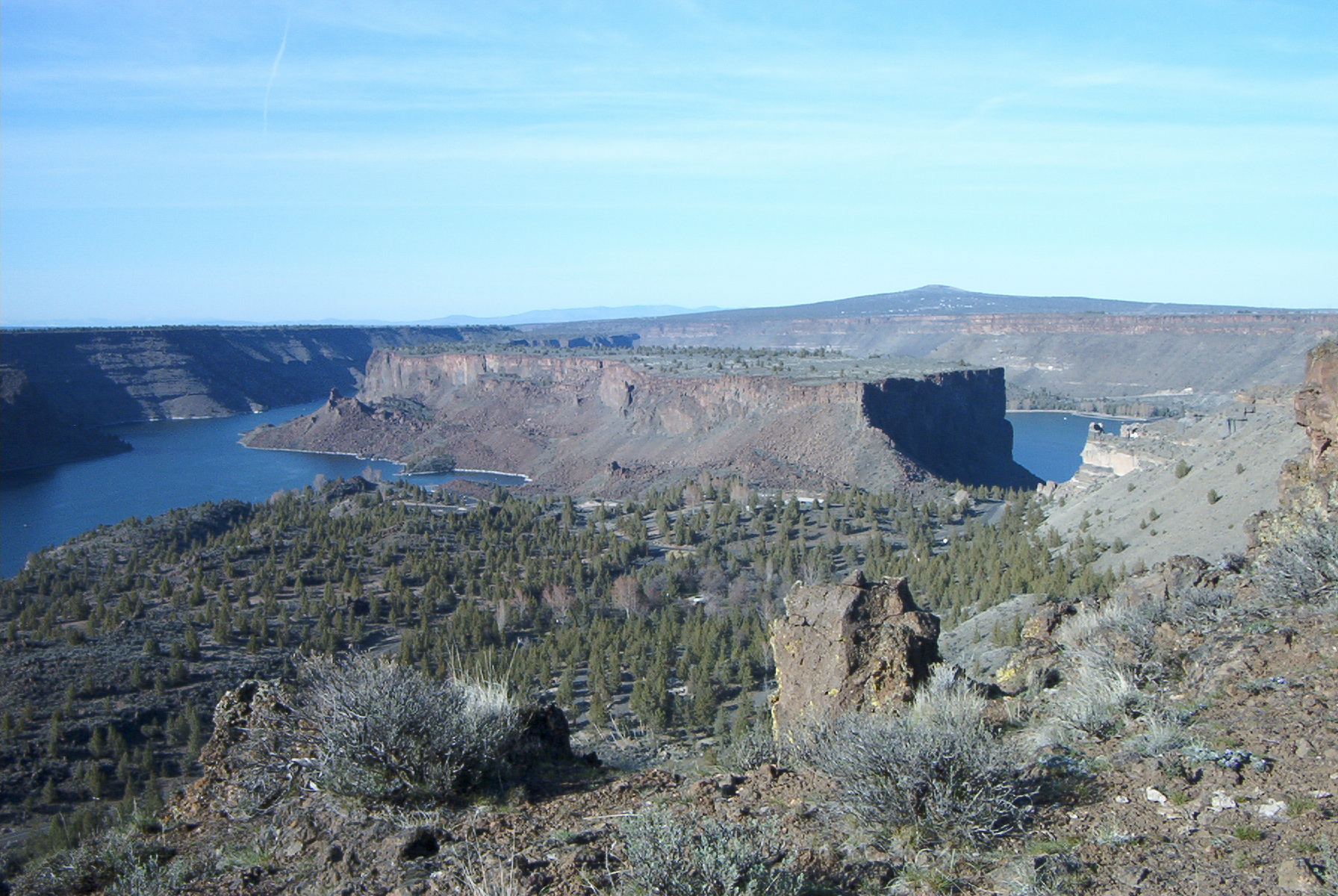
El embalse de Billy Chinook. El río Deschutes es el río de la izquierda y el río Crooked el de la derecha.

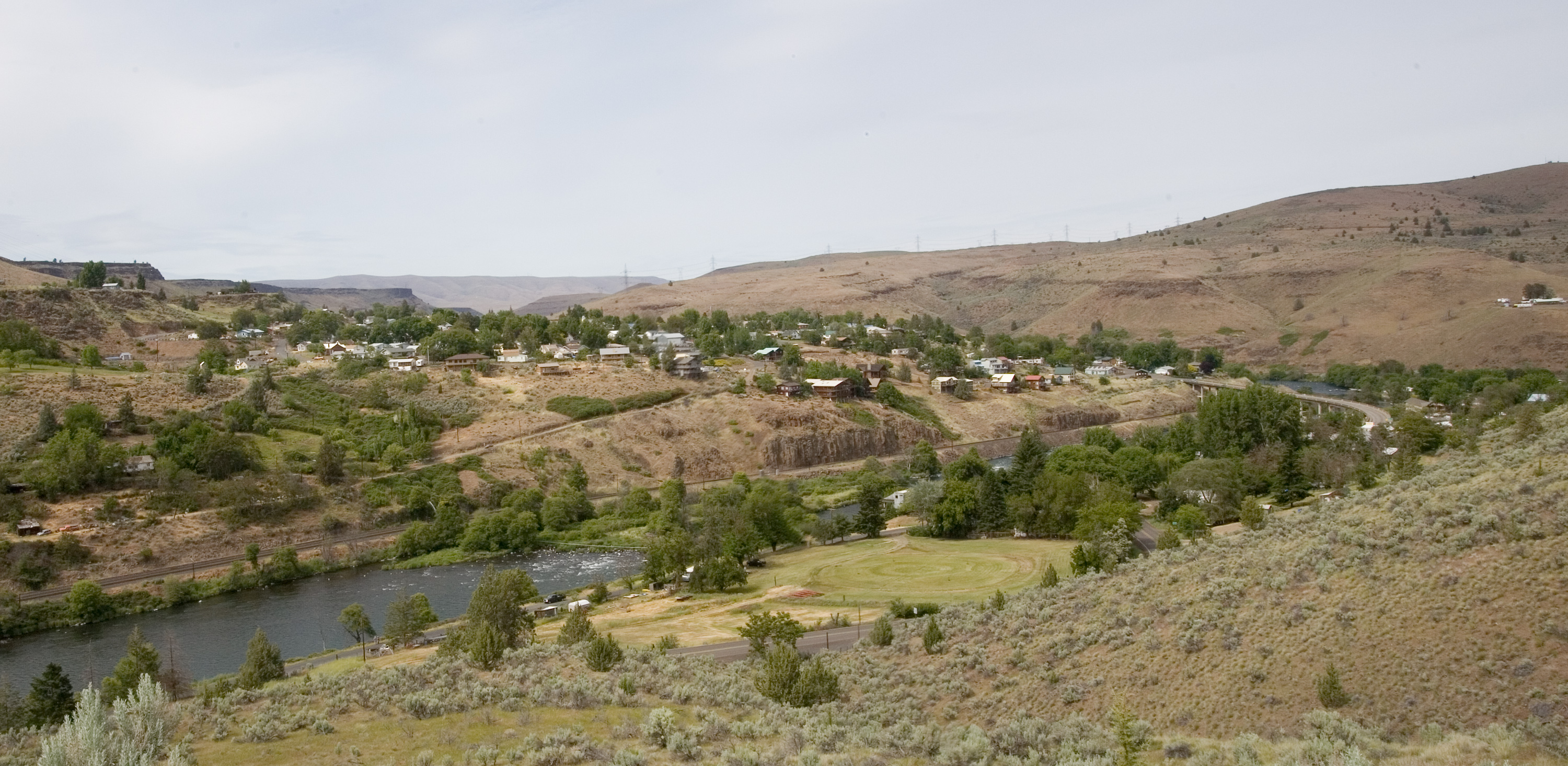
El río Deschutes en Maupin.

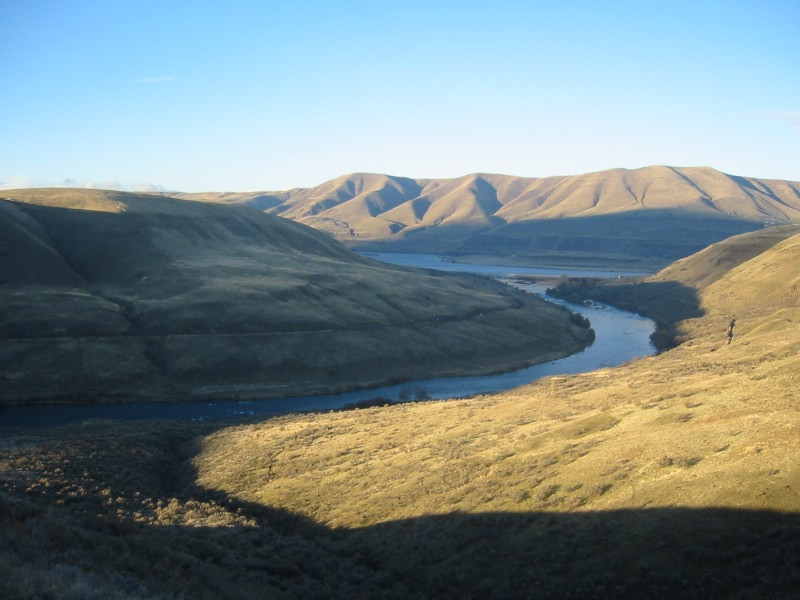
El río Deschutes en su confluencia con el río Columbia (en invierno).

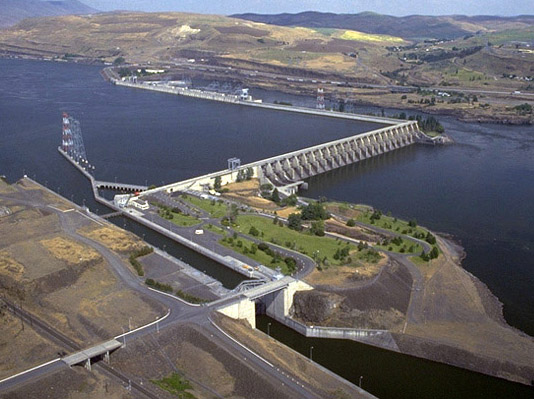
La presa The Dalles, en el Columbia, a unos 20 km aguas abajo de la desembocadura del río Deschutes, en cuyo lago desagua el río.

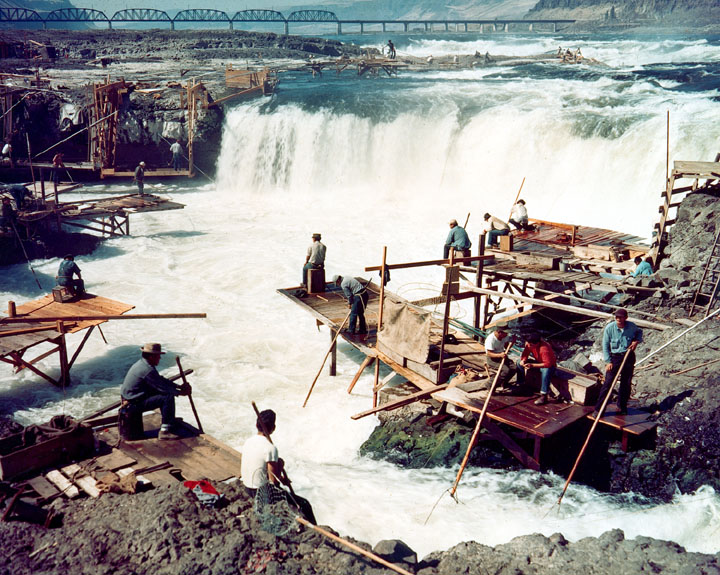
Pescadores de salmón en las ahora sumergidas cataratas Celilo. Este tramo del río Columbia fue una de las zonas tradicionales de pesca del salmón de las tribus indias.

El río fue llamado «riviere des Chutes» o «riviere aux Chutes», en francés, que significa el «río de las caídas» [cataratas], durante el período del comercio de pieles. La catarata se refiere a la catarata Celilo en el río Columbia, cerca de donde desagua el río Deschutes (estas cataratas han dejado de existir al haberse inundado ese tramo del río Columbia tras la construcción de la presa The Dalles). 
La Expedición de Lewis y Clark se encontró con el río el 22 de octubre de 1805 y se refirió a él por el nombre de las tribus nativas «Towarnehiooks»; en su viaje de regreso le dieron el nuevo nombre de río Clarks. Algunas variantes del nombre son río Clarks, río de las Cataratas, rivière des Chutes, río de las Caídas y río Cataratas. (Clarks River, River of the Falls, Riviere des Chutes, Chutes River, and Falls River)
A mediados del siglo XIX el río era un gran obstáculo para los inmigrantes de la ruta de Oregón. El principal punto de cruce del río estaba cerca de su desembocadura en la actual Área de Recreo estatal Río Deschutes («Deschutes River State Recreation Area»). Muchos inmigrantes acamparon en el acantilado del lado oeste del río después de hacer la travesía. Los restos de la pista que conduce a la cima del acantilado son todavía visibles.

## Pesca
El río es conocido mundialmente por la pesca con mosca. Es el hogar de una única cepa silvestre nativa de trucha arco iris, conocida localmente como «redsides» o trucha redband. Las redsides crecen más que la mayoría y tienen una banda roja, más oscura que la mayoría de las truchas arco iris silvestres. Son abundantes en este tramo del río, que tiene unos 1100 peces de 18 centímetros (7 pulgadas) por kilómetro por encima de Sherars Falls, y que son notablemente más fuertes que las truchas que no pueden vivir en este gran y poderoso río. El promedio de capturas de estos peces es de 20 cm (8 pulgadas) a 38 cm (15 pulgadas), aunque algunas son mucho más grandes. Estas truchas redband se encuentran a lo largo de todo el río, aunque su pesca más popular es en la sección entre Warm Springs hasta, aguas abajo, el cañón Macks, por debajo de la presa Pelton.
La Reserva Warm Springs es propietaria de toda la ribera occidental del río Deschutes, desde 26 km al sur de Maupin hasta el lago Billy Chinook y aguas arriba del arroyo Jefferson y el brazo del río Metolius). Las tierras tribales requieren permisos especiales de pesca. Desde la presa Pelton hasta la desembocadura el Deschutes es uno de los ríos trucheros más productivos de EE. UU., y el mayor productor en verano de steelhead. Este tramo de 160 km, cae unos 376 m, tallando un cañón en la piedra volcánica desde los 210 m hasta 670 m de profundidad. 
Pescadores procedentes de todo el mundo llegan en las últimas dos semanas en mayo y las dos primeras semanas de junio para aprovechar las escotillas stoneflies (ambas salmonflies y golden stones). Estos bugs están en el río durante todo el año; sin embargo los adultos son una importante fuente de alimento para los peces. Las larvas son un elemento básico para los pescadores del río Deschutes y producen durante todo el año.
La pesca deportiva de steelhead se realiza en el río desde la boca hasta la presa de Round Butte. La pesca deportiva del salmón chinook de primavera y otoño se realizan desde la boca hasta Sherars Falls. La pesca tribal de chinook y steelhead se realizan en las cascadas de Sherars Falls. 
En el embalse Billy Chinook hay pesca de kokanee, trucha toro, trucha arco iris, trucha marrón y varias especies de aguas cálidas como la gran perca americana y una gran población de smallmouth bass (Micropterus dolomieu). También hay periodos de pesca comercial de cangrejos de río. Las truchas toro que se capturan en este embalse son algunas de las más grandes capturadas en la costa Oeste. Sus capturas son escasas porque la trucha toro está en peligro de extinción, aunque ha ido en aumento cada año desde que se convirtió en una especie protegida. El embalse permite a una persona pescar una trucha toro que mide más de 60 cm (24 pulgadas) (hay un límite diario).

## Usos del río

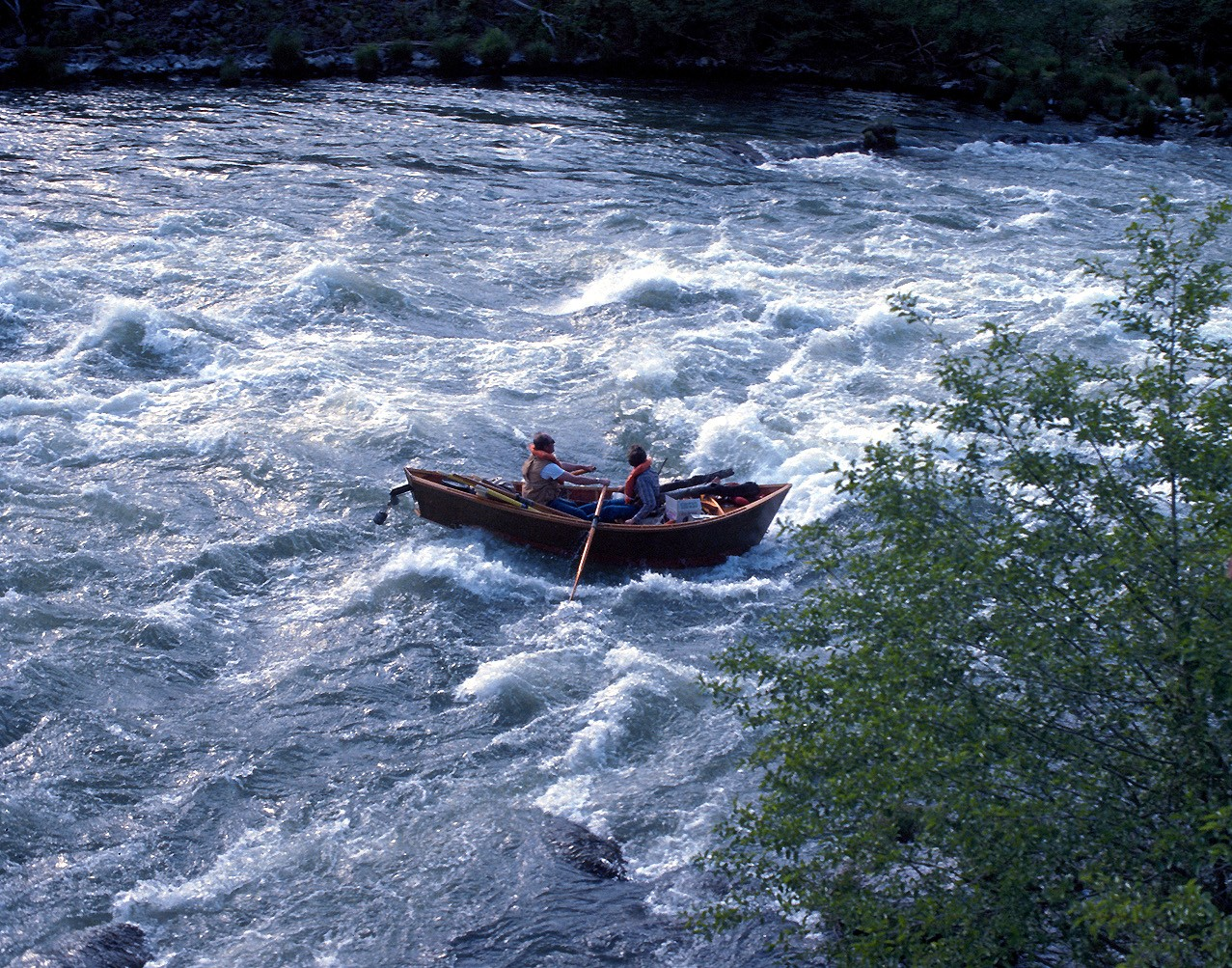
Los rápidos Boxcar Rapids en el río Deschutes, cerca de Maupin.

Gran parte del caudal de la parte superior del río Deschutes se desvía en varios canales para irrigar las tierras agrícolas próximas, los Distritos de Riego, que toman hasta el 97% del flujo del río en los meses de verano. El crecimiento de ciudades como Bend y Redmond también aumentó la demanda de agua. Debido a que los canales existentes pierden alrededor del 65% de su agua por fugas y evaporación, hay una gran presión para convertir estos canales en oleoductos, un movimiento que tiene la oposición de muchos habitantes por razones históricas o paisajísticas. Los campos de golf también suponen un problema por la asignación del agua concedida, ya que hay trece campos de golf en todo Bend, Redmond, y Sunriver. 
La parte inferior del río se utiliza principalmente para usos recreativos. 
Hay dos secciones principales del río que son populares para el rafting en aguas bravas: la sección aguas arriba es un breve segmento del río por encima de la ciudad de Bend; el tramo más bajo y más utilizado es la sección próxima a la ciudad de Warm Springs, algo más abajo de Sherars Falls. 